# Gare de Shioya (Hyōgo)
La gare de Shioya (塩屋駅, Shioya-eki) est une gare ferroviaire localisée dans la ville de Kobe, dans la préfecture de Hyōgo au Japon. La gare est exploitée par la compagnie JR West, sur la ligne Sanyō (ligne JR Kobe). Le numéro de gare est JR-A69.

## Situation ferroviaire
Établie à 8 mètres d'altitude, la gare de Shioya est située au point kilométrique (PK) 10.2 de la ligne Sanyō.

## Histoire
La gare fut ouverte le 1er juillet 1896 par la compagnie Sanyo Railway. En 1906, la gare devient une halte permanente. Le 17 janvier 1995, la gare est fermée à cause du séisme de 1995 à Kobe. En 2003, la carte ICOCA devient utilisable en gare.
En 2014, la fréquentation journalière de la gare était de  6 853 personnes.
| 2010  | 2011  | 2012  | 2013  | 2014  |
| 7 047 | 6 991 | 6 998 | 7 136 | 6 853 |

Installations et desserte
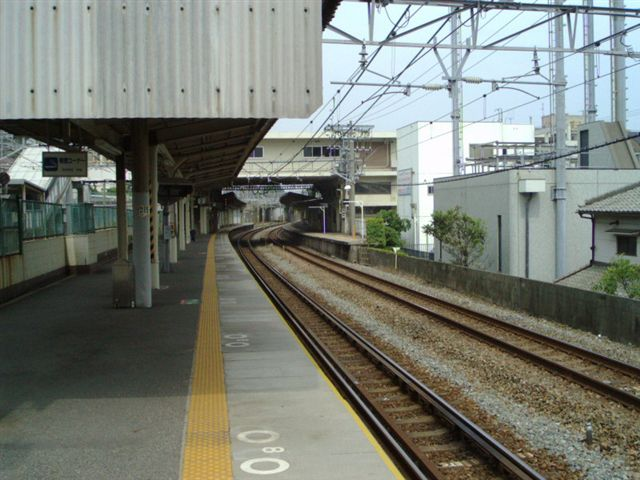
Voies et quais.
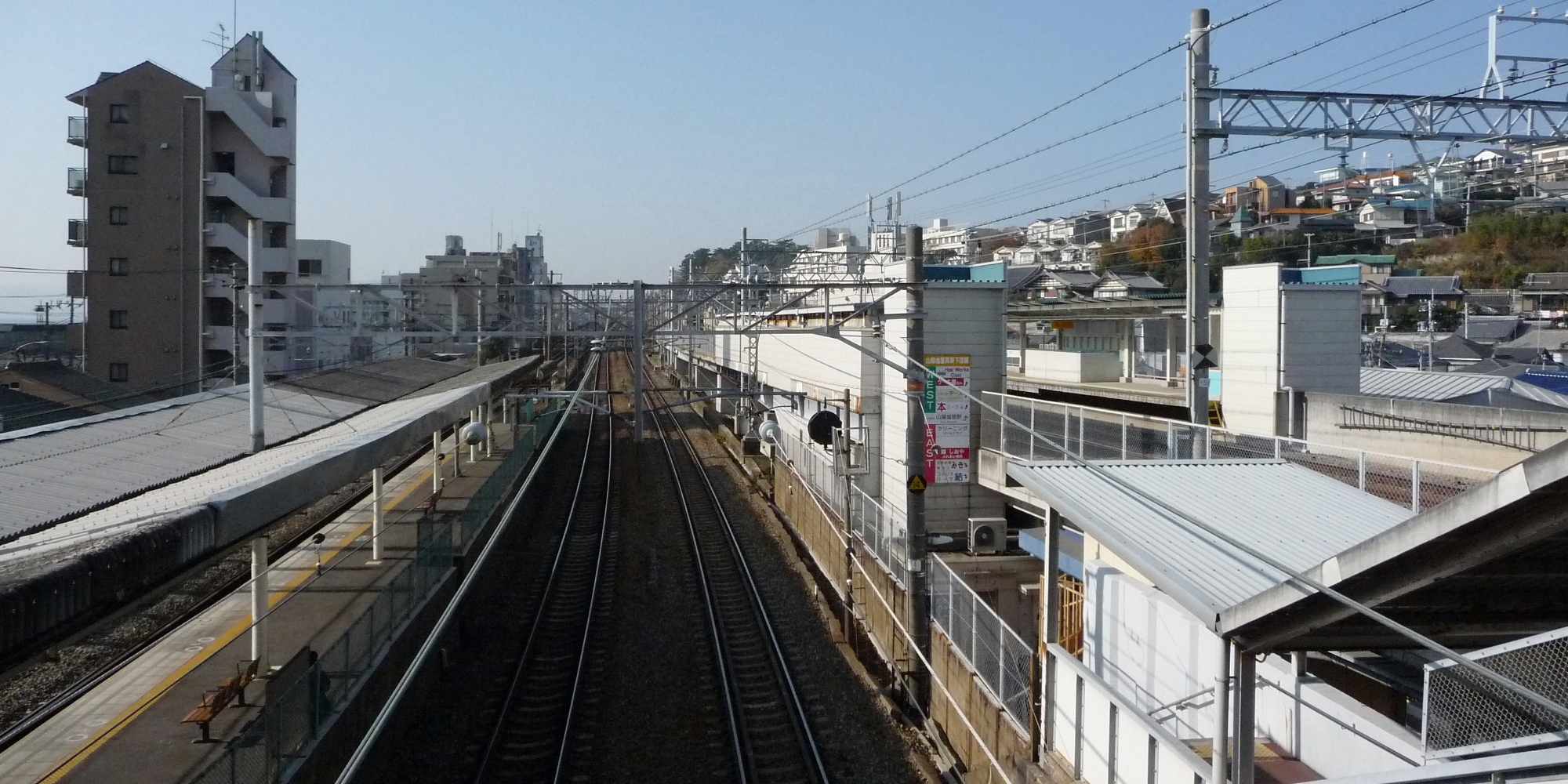
Gare de Shioya à gauche et Sanyo-Shioya à droite.

## Service des voyageurs

### Accueil
La gare dispose d'un guichet, ouvert tous les jours de 7 h à 20 h, de billetterie automatique verte pour l'achat de titres de transport pour shinkansen et train express. La carte ICOCA est également possible pour l’accès aux portillon  d’accès aux quais.
La gare possède également un coin pour les consignes automatique.

### Desserte
La gare de Shioya est une gare disposant de deux quais et de deux voies. La desserte est effectuée par des trains rapides ou locaux.
| N° de voie | Ligne     | Direction                     |
| ---------- | --------- | ----------------------------- |
| 1          | A JR Kobe | Nishi-Akashi - Himeji         |
| 2          | A JR Kobe | Sannomiya - Amagasaki - Osaka |

### Intermodalité
| Gare         | Ligne | Exploitant | Distance du site |
| ------------ | ----- | ---------- | ---------------- |
| Sanyo Shioya | Sanyo | Sanyo      | 50m              |